# Pelecyphora
 Pelecyphora é um gênero botânico da família cactaceae.

## Espécies
- Pelecyphora aselliformis
- Pelecyphora strobilifromisReferências

1. ↑  «Pelecyphora — The Plant List». www.theplantlist.org (em inglês). Consultado em 1 de maio de 2018